# Външна Монголия
Външна Монголия (на монголски: Ар Монгол - Северна Монголия; на манджурски: Tülergi Monggo; на китайски: 外蒙古 или Wài Měnggǔ) е регион в състава на империята Цин (17-20 век). Включвала е 4 аймака и окръг Кобдо.
Оттогава Външна Монголия се противопоставя на Вътрешна Монголия (на китайски: 內蒙古 или Nèi Měnggǔ) - автономен регион в състава на съвременната Китайска народна република. Терминът често се използва в Република Китай (Тайван) по отношение на съвременна Монголия. В КНР, за избягване на объркване, по отношение на Монголия се употребява терминът Държава Монголия (на китайски: 蒙古國), вместо просто Монголия (на китайски: 蒙古).